# João Carlos Petrini
João Carlos Petrini (ur. 18 listopada 1945 w Fermo) – włoski duchowny rzymskokatolicki pracujący w Brazylii, w latach 2011–2021 biskup Camaçari.

## Życiorys
Urodził się w Fermo. W wieku 20 lat podjął studia na uniwersytecie w Perugii z zakresu nauk politycznych. Po uzyskaniu dyplomu wstąpił do ruchu Comunione e Liberazione i wyjechał na misje do Brazylii. Tam przygotowywał się do kapłaństwa.
Święcenia kapłańskie przyjął 28 czerwca 1975. Mimo że został inkardynowany do archidiecezji Fermo, powrócił do Brazylii i podjął pracę początkowo w archidiecezji São Paulo, a od 1988 w archidiecezji São Salvador da Bahia. W 1999 został asystentem kościelnym ruchu Comunione e Liberazione w São Salvador, zaś rok później objął funkcję dyrektora instytutu nauk o rodzinie w tymże mieście.
12 stycznia 2005 został mianowany biskupem pomocniczym archidiecezji São Salvador, ze stolicą tytularną Augurus. Sakry biskupiej udzielił mu 10 marca 2005 kardynał Geraldo Majella Agnelo.
15 grudnia 2010 papież Benedykt XVI mianował go biskupem nowo utworzonej diecezji Camaçari. 
27 października 2021 papież Franciszek przyjął jego rezygnację z pełnionego urzędu, złożoną ze względu na wiek. 